# Adeline Baud-Mugnier
Adeline Baud-Mugnier (Évian-les-Bains, 28 september 1992) is een Frans alpineskiester. 

## Carrière
Baud maakte haar wereldbekerdebuut tijdens de reuzenslalom in oktober 2010 in Sölden. Ze behaalde nog geen podiumplaatsen in een wereldbekerwedstrijd.  In 2014 nam Baud deel aan de Olympische Winterspelen in Sotsji. Ze eindigde 22e op de Olympische reuzenslalom. 
In Beaver Creek nam Baud deel aan de wereldkampioenschappen alpineskiën 2015. Op dit toernooi eindigde ze als 5e op de reuzenslalom. Twee jaar later, op de wereldkampioenschappen alpineskiën 2017, behaalde Baud samen met Mathieu Faivre, Alexis Pinturault en Tessa Worley de wereldtitel in de landenwedstrijd. In de finale was het Franse viertal te sterk voor het Slovaakse team.

## Resultaten

### Olympische Spelen
| Jaar | Plaats      | Resultaten                   |
| ---- | ----------- | ---------------------------- |
| 2014 | Sotsji      | 22e Reuzenslalom DNF2 Slalom |
| 2018 | Pyeongchang | 20e Reuzenslalom DNF2 Slalom |

### Wereldkampioenschappen
| Jaar | Plaats       | Resultaten                                       |
| ---- | ------------ | ------------------------------------------------ |
| 2015 | Beaver Creek | 5e Reuzenslalom DNF2 Slalom                      |
| 2017 | Sankt Moritz | Landenwedstrijd · 14e Reuzenslalom · DNF2 Slalom |

### Wereldbeker
Eindklasseringen
| Seizoen   | Algm | SL  | RS  |
| --------- | ---- | --- | --- |
| 2012/2013 | 111e | -   | 49e |
| 2013/2014 | 72e  | 44e | 28e |
| 2014/2015 | 59e  | 27e | 27e |
| 2015/2016 | 55e  | 37e | 19e |
| 2016/2017 | 47e  | 25e | 23e |
| 2017/2018 | 57e  | 29e | 26e |